# Szentgyörgyi József (orvos, 1824–1901)
Szentgyörgyi József (eredeti neve: Weisz József) (Erdőszentgyörgy, 1824. február 24. – Budapest, 1901. március 10.) orvos, időjárás-kutató, a hazai meteorológiai kutatások úttörőinek egyike.

## Életpályája
Részt vett az 1848–49-es forradalom és szabadságharcban; a sárospataki diákok lövészcsapatának hadnagya volt. Pesten és Bécsben orvosi és szülészi végzettséget szerzett. 1857-től az abrudbánya-verespataki bányák főorvosa volt. Ezután Pesten végzett orvosi kutatásokat. Külföldi útja után 1880-ban kinevezték az Ideiglenes Országos Időjelző Állomás vezetőjévé. Az Időjelző Állomás 1887 végén megszűnt.
Felhívta az emberek figyelmét az időjárási hírszolgálat mezőgazdasági fontosságára. Időjárási térképei naponta megjelentek, ezeket a Magyar Nemzeti Múzeumnak adta. Előrejelzését úgy készítette, hogy hónapról hónapra táblázatba foglalta a légnyomás napi értékeit, s a változási hajlam szerint adott prognózist.

## Művei
- Az országos első magyar időjelzés és a népies időjelző (Budapest, 1895)